# Sabotáž (Hvězdná brána: Hluboký vesmír)
Sabotáž (v anglickém originále Sabotage) je šestnáctá epizoda 1. řady americko-kanadského sci-fi seriálu Hvězdná brána: Hluboký vesmír.

## Děj
Plukovník Everett Young shtomáždí posádku v místnosti s bránou a informuje ji o zavedení přídělového systému potravin, které nelze během cesty do sousední galaxie obnovit. Dr. Nicholas Rush sdělí Youngovi, že Destiny do sousední galaxie nedokáže doletět. Dr. Adam Brody navrhne zvýšit výkon FTL pohonu. Pomocí komunikačních kamenů povolají specialistku na hyperpohon, Dr. Amandu Perryovou, která používá invalidní vozík s respirátorem. Najednou na palubě Destiny dojde k výbuchu a vypadne FTL. Když se Dr. Rush s Amandou snaží přijít na způsob jak to opravit, otevře se hvězdná brána, kterou se vrací Eli Wallace, Chloe Armstrongová a poručík Matthew Scott.
Eli se ihned zapojí do oprav lodi a rozhodne se použít antického robota, kterého našli v díle SGU:Víra.
Young vyšle tým na planetu, aby tam nashromáždili zásoby. Když však pomocí KINa zjistí, že na planetě jsou Nakaiové, nezbývá než čekat až bude Destiny opravena. Po třech týdnech je Destiny opravena. Poručík Vanessa Jamesová se Youngovi přizná, že loď sabotovala, když na ni byli Nakaiové napojeni.
Young sám chce použít antické křeslo. Objeví se dvě Nakaiské válečné lodě a začnou útočit. Dr. Rush dává Youngovi instrukce, jak používat křeslo. V tom přijde poručík Jamesová se sdělením, že Dr. Jeremy Franklin chce použít křeslo sám. Dr. Rush souhlasí, protože Franklin již dříve křeslo použil. Když je Franklin připojen ke křeslu, začne v místnosti rychle klesat teplota. Franklin řekne Youngovi a Dr. Rushovi ať odejdou. Když zavřou dveře, začne místnost plnit mlha. Young nařizuje seržantu Hunterovi Rileymu střežit prostor.
Když Dr. Rush s Youngem dorazí do kontrolní místnosti, Amanda Perryová jim oznámí, že FTL jednotky se dobíjejí. Za deset sekund se zvýší výkon motorů a Destiny vstoupí do FTL. Vzhledem k tomu, že několik Nakaiských stíhaček je velmi blízko Destiny při vstupu do FTL, jsou stíhačky zničeny. Dr. Rush potvrzuje, že účinnost FTL stoupla a věří, že se další galaxie dostanou.
O něco později se Dr. Rush a Amanda Perryová loučí. Mezitím jdou Young a Jamesová k Rileymu, který hlídkuje u místnosti s křeslem. Riley je informuje, že po celou dobu hlídal dveře a neviděl dovnitř. Když vstoupí do místnosti, je vidět, že svorky a opěrky na křesle jsou stále zapojeny, ale Franklin záhadně zmizel.